# Trioceros cristatus
Il camaleonte crestato (Trioceros cristatus (Stutchbury, 1837)) è una specie endemica dell'Africa, è una delle specie più facilmente identificabili fra i camaleonti.

## Descrizione
Le femmine sono solitamente più grandi dei maschi, misurano 
mediamente 28 cm di lunghezza, mentre i maschi non superano i 25.
Le femmine normalmente depongono da 11 a 14 uova, anche se è stato registrato un caso in cui ne sono state deposte 37.
Questa specie possiede delle vertebre dorsali allungate e unite fra loro da una membrana di pelle, questa caratteristica ha favorito la teoria che alcuni animali estinti aventi particolarità simili nelle vertebre, come Spinosaurus e Dimetrodon, avessero una membrana sul dorso.

## Distribuzione
Questa specie si trova in Guinea Equatoriale, Camerun, Repubblica Centrafricana, Repubblica Democratica del Congo, Repubblica del Congo, Gabon, Nigeria, Ghana, e in Togo. Lo si trova tra i 100 e i 900 metri sul livello del mare.